# SPEED POP (デモテープ)
『SPEED POP』（スピード・ポップ）は、1993年7月31日に発売されたGLAYのデモテープである。

## 概要
- メジャーデビュー直前であり、販売されたデモテープとしては本作が最後の作品である。
- 「GREATEST SHADOW」と共に、出回っている数は多い。
- 「LOVE SLAVE」は2015年リリースの『SPEED POP Anthology』に収録され、「魔女狩り」「JULIA (reason for so long)」「ANSWER」は2014年リリースの『灰とダイヤモンド Anthology』に収録された為、全曲CD化されている。

## 収録曲
1. LOVE SLAVE
デモテープ『LOVE SLAVE』に収録のものと同音源。後に再録されアルバム『SPEED POP』に収録された。
2. 魔女狩り
3. JULIA (reason for so long)
メジャーデビュー曲「RAIN」の原曲。
TAKUROがアマチュア時代の16歳の頃に作詞作曲した曲で、函館の高校卒業ライブでも披露された。
2009年8月15・16日の「GLAY 15th Anniversary Special Live 2009 THE GREAT VACATION in NISSAN STADIUM」では「Julia」としてTERU&TAKUROの二人だけで演奏し、制作秘話も語った。ライブDVDおよび『rare collectives vol.3』に収録。
4. ANSWER
2006年に発表した氷室京介とのコラボレーション曲「ANSWER」とタイトルが同じであるが、全く異なる曲である。